# 낯선 사람과 춤을
《낯선 사람과 춤을》(Dance With A Stranger)은 영국에서 제작된 마이크 뉴웰 감독의 1985년 드라마 비극 영화이다. 미란다 리차드슨 등이 주연으로 출연하였고 로저 랜들 커틀러 등이 제작에 참여하였다.

## 출연

### 주연
- 미란다 리차드슨
- 루퍼트 에버릿
- 이안 홈

### 조연
- 스트랫포드 존스
- 조앤 웨일리
- 톰 셔드본
- 제인 버티쉬
- 데이비드 트로우톤
- 매튜 캐럴

## 기타
- 협력프로듀서: 폴 코원
- 미술: 앤드류 몰로
- 배역: 셀레스탸 폭스